# Der Club an der Alster
Der Club an der Alster is een Duitse hockey- en tennisclub uit Hamburg.
De club werd opgericht op 28 november 1919. Het herenteam komt uit in de Bundesliga en won in 2000 & 2002 de Europacup I.

## Bekende (oud-)spelers
- Christina Schütze